# Rue Mouffetard

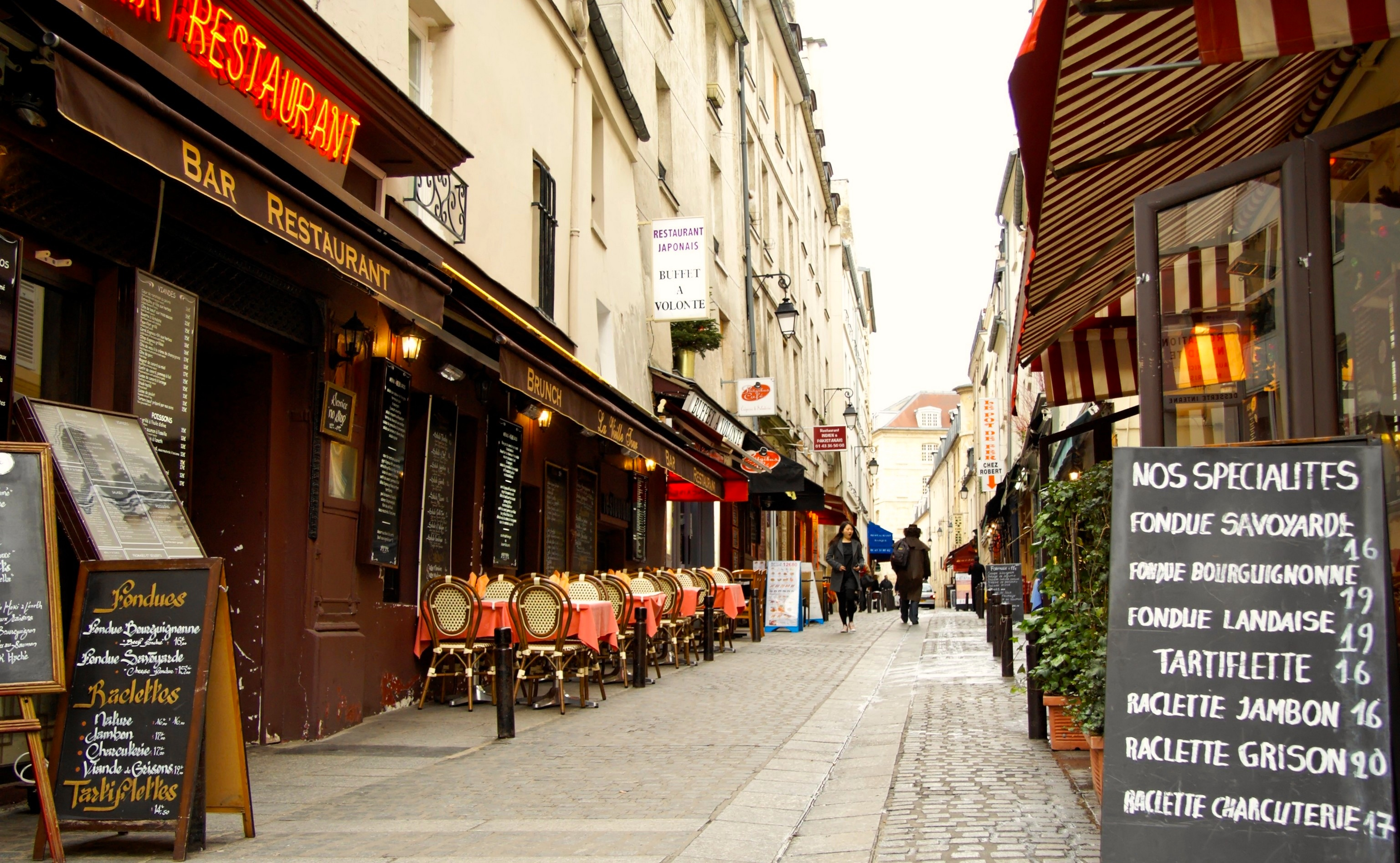
Rue Mouffetard

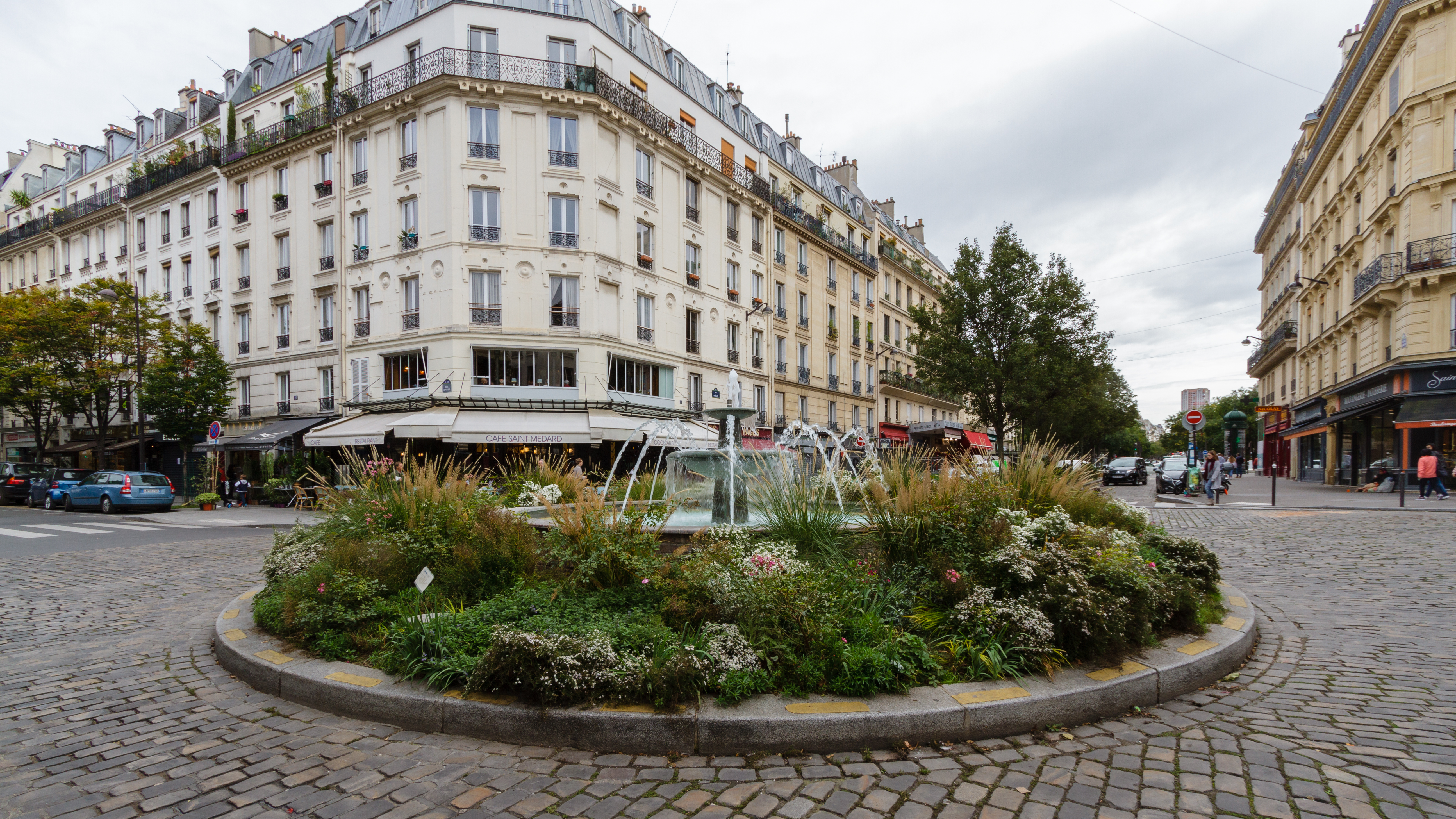
A Guy Lartigue szökőkút

A Rue Mouffetard (francia kiejtéssel: [ry muf.taʁ]) Párizs ötödik kerületének egy utcája. Mivel az ötödik (franciául cinquième) kerületben helyezkedik el, Párizs egyik legrégebbi és legélénkebb környéke rengeteg étteremmel, bolttal és kávézóval. A Place de la Contrescarpe téren központosul a Rue Mouffetard, Rue Blainville, Rue de Cardinal Lemoine és Rue de Lacépéde utcák kereszteződésénél. Legdélebbi pontja a Saint-Médard tér a Guy Lartigue szökőkúttal, amitől nem messze egy állandó szabad téri piac, a Marché Mouffetard is található. A hét legtöbb napján le van zárva az autós forgalom elől, és főleg sétálóutcaként használják.

## A név eredete
A Rue Mouffetard a mont Sainte-Geneviève hegy (ahogy a római korban nevezték, mont Cétarius vagy mont Cetardus) közelében helyezkedik el, és sok történész a Mouffetard szót ebből származtatja. Az évszázadok alatt az utca viselte a rue Montfétard, Maufetard, Mofetard, Moufetard, Mouflard, Moufetard, Moftard, Mostard, továbbá a rue Saint-Marcel, rue du Faubourg Saint-Marceau („Saint-Marceau külvárosi utcája”) és rue de la Vieille Ville Saint-Marcel („óvárosi Saint-Marcel utca”) neveket is.

## Történelme
Az utca ősi eredettel rendelkezik, amely visszanyúlik a neolit időkbe. A rue Galande, rue Lagrange, rue de la Montagne Sainte-Geneviève és rue Descartes utcákhoz hasonlóan római kori út volt, amely összekötötte a Szajna bal oldalát a mai Olaszország területével.

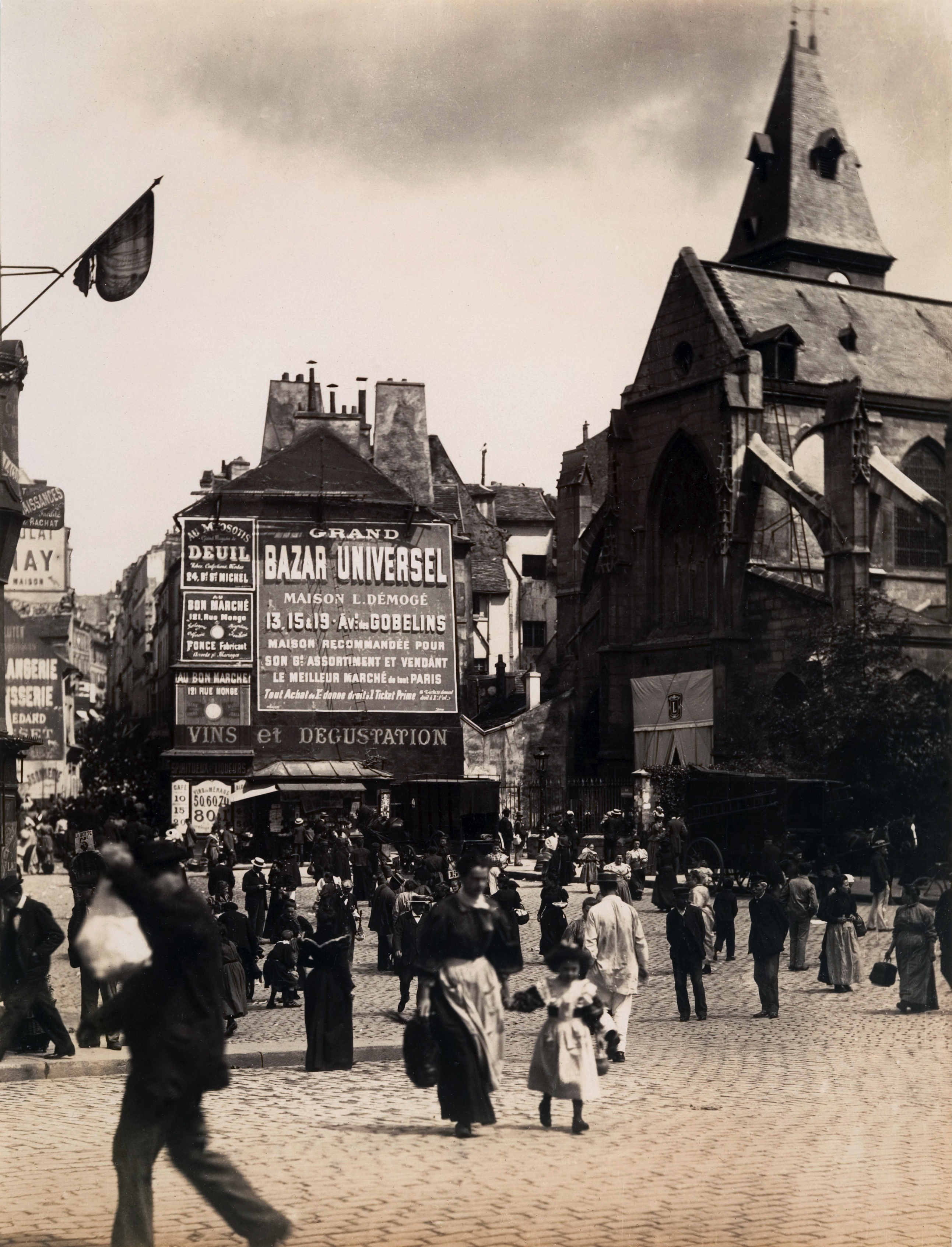
A Rue Mouffetard az 1900-as években

A középkortól kezdve az ezen az úton található templom Saint-Médard falu (bourg Saint-Médard) központjává vált, és az 1724-es párizsi egyesítést követően a Saint Médard városrész (Faubourg Saint Médard) fő utcája lett.
A Diderot család 1746 áprilisában beköltözött a rue Mouffetard 6-os szám alá, ahol François-Jacques Guillotte is lakott, a rendőr aki később egy cikket (Pont militaire) is írt Diderot nagy francia enciklopédiájába (franciául Encyclopédie).
A környék viszonylag keveset változott a mont Sainte-Geneviève hegyen való elhelyezkedéséből adódóan, ami III. Napóleon francia császár uralkodása alatt védve maradt Haussmann báró urbanizációja ellen.

## Kulturális hivatkozások
A Fiesta című könyv IV. fejezetének elején Ernest Hemingway egy, a Contrescarpe tértől a Rue Mouffetard-on haladó taxiról ír. A környék és utca sokszor szerepelt Krzysztof Kieślowski 1992-es Három szín: kék című filmjében. Henri Cartier-Bresson ikonikus Fiú palackokkal című képe a rue Mouffetard-on készült 1954-ben.

## Fordítás
Ez a szócikk részben vagy egészben  a   Rue Mouffetard című angol Wikipédia-szócikk ezen változatának fordításán alapul.  Az eredeti cikk szerkesztőit annak laptörténete sorolja fel. Ez a jelzés csupán a megfogalmazás eredetét és a szerzői jogokat jelzi, nem szolgál a cikkben szereplő információk forrásmegjelöléseként.